# Fermiparadox

Een grafische voorstelling van de Areciboboodschap - de eerste menselijke test van het gebruik van radiogolven in de poging om te communiceren met buitenaardse beschavingen

De fermiparadox is een paradox waarin de grote statistische waarschijnlijkheid van het bestaan van intelligent buitenaards leven in schril contrast staat met een gebrek aan bewijs daarvoor.

## Omschrijving van de paradox
De fermiparadox is een conflict tussen een argument van schaal plus waarschijnlijkheid en het ontbreken van bewijs. Een completere definitie kan als volgt omschreven worden: 
De grootte en leeftijd van het universum suggereren dat er veel technologisch geavanceerde(re) buitenaardse beschavingen zouden moeten bestaan. Deze hypothese is echter inconsistent met het ontbreken van gevonden bewijs dat deze stelling ondersteunt.
De leeftijd van het universum en het reusachtige aantal sterren lijken aanwijzingen voor de aanname dat buitenaards leven veel zou moeten voorkomen (zie de vergelijking van Drake) ook binnen het Melkwegstelsel. Niet alleen zou er veel intelligent leven moeten zijn, ook zouden vele beschavingen technologisch op de mensheid voor moeten lopen. Er zijn immers vele sterren (zonnen) en dus ook planeten (exoplaneten) die veel ouder zijn dan de aarde en waar beschavingen zouden zijn ontstaan die in technologie miljoenen jaren op ons voorlopen. Wellicht waren niet al deze beschavingen geïnteresseerd in ruimtereizen maar anderen zullen dit wel ondernomen hebben. Zelfs als het voor buitenaardse beschavingen niet mogelijk blijkt om sneller dan het licht te reizen dan nog zouden ze voldoende tijd gehad moeten hebben om ruimtekoloniën te stichten die weer nieuwe koloniën stichten waarna na miljoenen jaren een heel sterrenstelsel zou moeten krioelen van het leven. Dat leven had allang de Aarde bereikt moeten hebben. Ze hadden de Aarde bezocht moeten hebben en daarvan duidelijk zichtbare sporen na moeten laten in de vorm van bouwwerken, kunststoffen of apparaten. En als ze de Aarde genegeerd hadden dan zouden ze zichtbaar voor ons moeten zijn doordat vele ufo's voortdurend in de ruimte voorbij komen. Als ze verder weg waren gebleven dan zou hun beschaving zichtbaar moeten zijn doordat andere planeten radiosignalen uitzenden. En buitenaardse beschavingen hadden toch allang contact moeten leggen met de Aarde? We vallen immers erg op door alle radiosignalen die we uitzenden. Het vreemde is echter dat er nog nooit bewijs voor buitenaards leven is gevonden met uitzondering van een paar omstreden getuigenverklaringen over ufo's.
Tijdens een wandeling naar de lunch in de zomer van 1950 op het Los Alamos National Laboratory praatte de natuurkundige Enrico Fermi hierover met zijn collega's Edward Teller, Herbert York en Emil Konopinski. Fermi zou toen hebben gezegd: "Waar zijn ze dan? Als er zo veel buitenaardse beschavingen in de Melkweg zijn, waarom is er dan geen bewijs, zoals sondes, ruimteschepen of radio-uitzendingen?" Het exacte citaat is overigens onbekend.
Deze eenvoudige vraag "Waar zijn ze dan?" (of, "Waar is iedereen?") is misschien apocrief en was al eerder gesteld, onder meer door Konstantin Tsiolkovski in 1933, maar over het algemeen krijgt Fermi de eer voor het op heldere en eenvoudige wijze onder woorden brengen van het vraagstuk van de waarschijnlijkheid van buitenaards leven.

## Mogelijke oplossingen
Er is een breed scala van mogelijke oplossingen voor de fermiparadox voorgesteld. Deze zijn grofweg in te delen in de volgende categorieën:
- buitenaards intelligent leven bestaat niet (de Aarde is uniek) en wij zijn alleen in de kosmos
- buitenaards intelligent leven bestaat wel maar is te zeldzaam
- buitenaards intelligent leven bestaat maar we hebben het nog niet gevonden
- om sociologische of economische redenen zijn andere beschavingen niet of slechts beperkt door de ruimte gaan reizen
- contact leggen is gevaarlijk
- intelligent leven wordt al snel bovenmenselijk
- buitenaardse beschavingen willen (nog) geen contact
- er is al contact (geweest)

Hieronder worden een aantal mogelijke oplossingen benoemd. De eerste paar hebben vooral betrekking op de theorie van de grote filters. Dit houdt in dat leven om zich te ontwikkelen een aantal barrières moet overbruggen die mogelijk te groot zijn. De ontwikkeling van levenloze moleculen, via DNA, eencelligen, meercelligen, dieren, intelligent leven, beschaving, technologie en uiteindelijk ruimtereizen gaat met zoveel moeilijke stappen gepaard dat dit wellicht (bijna) niet mogelijk is.

### Aarde is uniek
- De Aarde is uniek: De Aarde is de enige planeet in het hele universum (of nog extremer: in het hypothetische multiversum waar alles parallel ligt aan ons, waardoor er meerdere versies van de Aarde aanwezig zijn) die levende wezens herbergt. Tot nu toe is er voor leven buiten de Aarde nog geen enkel hard bewijs geleverd. En voor wat betreft het leven op de planeet Aarde zelf: het is ondanks decennialang onderzoek en speculatie nog steeds niet duidelijk hoe uit levenloze stoffen vanzelf leven kan zijn ontstaan. Misschien moeten er zoveel afzonderlijke factoren samenkomen dat het (bijna) onmogelijk is dat er spontaan leven kan ontstaan. Mogelijk is de Aarde de enige plek in de geschiedenis van het heelal waar zich, door de zeer onwaarschijnlijke samenkomst van alle benodigde factoren, daadwerkelijk ooit vanzelf leven heeft ontwikkeld.
- Geen intelligent leven: De Aarde is in zoverre uniek dat het de enige planeet is waar intelligent leven is ontstaan dat ook technologie heeft ontwikkeld. Wellicht zijn er op andere planeten wel bacteriën, planten of dieren te vinden. Maar deze dieren ontwikkelden geen technologie. Vanaf de Aarde zijn ze ook niet zichtbaar omdat ze geen signalen uitzenden.
- Leven wordt vanzelf uitgeroeid: Eens in de zoveel tijd wordt elke planeet wel getroffen door een planetoïde of gammaflits met massa-extinctie tot gevolg. Hierdoor krijgt leven niet genoeg tijd om zichzelf te ontwikkelen. Dat er op Aarde intelligent leven is ontstaan dat ook nog eens een beschaving kon bouwen is zo uitzonderlijk dat het slechts een keer gebeurd is.
- Leven vernietigt zichzelf: De Medea-hypothese stelt dat een complexe biosfeer van nature suicidaal is. Zo kunnen planten op een planeet op verschillende manieren de atmosfeer en het klimaat beïnvloeden en zichzelf weer uitroeien. Het leven op Aarde is zelf ook meerdere malen door het oog van de naald gekropen, zoals met de zuurstofcrisis en de sneeuwbalaarde.
- Intelligent leven vernietigt zichzelf: Intelligent leven roeit zichzelf snel weer uit. Bijvoorbeeld in een kernoorlog, door klimaatverandering of door andere zelf veroorzaakte rampen met voor ons nog onbekende technologie. Dit zou betekenen dat er af en toe intelligente beschavingen ontstaan en die wellicht zelfs naar andere planeten reizen maar zodra ze de techniek hebben om zichzelf te vernietigen dan doen ze dat vroeg of laat ook. Dat kan door een oorlog, een ramp, een mislukt experiment of zelfs expres. Zo'n beschaving had dan vanaf de Aarde misschien ook opgemerkt kunnen worden maar dat was in de tijd dat de mensheid nog niet bestond of nog geen signalen kon opvangen. Met andere woorden, buitenaardse intelligente beschavingen ontstaan wel af en toe maar ze treffen elkaar niet omdat ze zichzelf voor die tijd alweer vernietigd hebben.
- God heeft alleen leven op Aarde geschapen: Het heelal, de Aarde en het leven zijn letterlijk geschapen door een god, of 'de goden', zoals in de diverse godsdiensten van de mensheid beweerd wordt. Die, of dezen, vonden het niet nodig om ander (buitenaards) leven te scheppen.

### Zeldzaamheid
- (Intelligent) leven is te zeldzaam: Leven is niet helemaal beperkt tot alleen de Aarde maar is evengoed toch extreem zeldzaam, wellicht zijn er per sterrenstelsel (of misschien nog zeldzamer: groep van sterrenstelsels) gemiddeld maar een of twee planeten waar leven ontstaan is. Volgens de Zeldzame Aarde-hypothese is het ontstaan van meercellig leven uiterst zeldzaam. En als het al ontstaan is dan verloopt de eventuele ontwikkeling naar intelligente wezens zeer traag. Misschien zijn wij tot nu toe zelfs het enige of het verst ontwikkelde bewuste leven in het heelal.
- Nog niet ver genoeg ontwikkeld: Intelligent leven bestaat wel, maar is, net zoals wij, nog niet ver genoeg ontwikkeld om andere sterren te bereiken. Het heelal bestaat te kort voor de ontwikkeling van zulk intelligent leven. Zie ook de Schaal van Kardasjov.

### Gewoon nog niet gevonden
- We zoeken nog te kort: Het zoeken naar intelligent leven is nog relatief kort gaande. Het SETI-project is pas sinds 2000 echt actief en daarvoor werd er ook al wel gezocht maar op beperkte schaal. Wellicht moet er gewoon langer worden gezocht.
- Andere communicatiemiddelen: De periode waarin een beschaving gebruik maakt van radiosignalen om te communiceren is vrij kort. Dat geldt wellicht ook voor de mens. Pas eind 19e eeuw is men Radiotelegrafie gaan gebruiken en mogelijk vinden we binnen honderd jaar alweer een beter medium. De periode waarin een buitenaardse beschaving op die manier zichtbaar is blijft hierdoor beperkt tot een paar honderd jaar.[1]
- We zoeken verkeerd: Buitenaards (intelligent) leven is wel degelijk zichtbaar maar we kijken met de verkeerde middelen en doen verkeerde aannamen. We zoeken nu naar radiosignalen maar wellicht zijn er andere signalen of moeten we de signalen anders interpreteren. Mogelijk is er zelfs een beschaving die contact met ons probeert te leggen maar zien we hun signalen niet.

### Geen behoefte om te reizen
- Te duur: Voor zover we nu weten is het in theorie mogelijk om een ruimteschip te bouwen dat grote afstanden door het heelal kan afleggen. Wellicht overzien we de kosten hiervan nog niet goed en zal later blijken dat lange-afstandsreizen door de ruimte gewoon echt te duur zijn tegenover de opbrengsten daarvan.
- Ruimtereizen is niet de norm: Het idee van ruimtekolonisatie is gestoeld op het idee dat materialen en energiebronnen schaars zijn. Om te groeien heb je die bronnen nodig en moet je wel de ruimte in trekken. Maar misschien vindt men na verloop van tijd wel een manier om oneindige energie op te wekken of met minder energie toe te kunnen of vervalt de behoefte om steeds verder uit te breiden. In dat geval zal een beschaving zich beperken tot de eigen planeet of een kleine groep planeten.
- Isolatie: Mogelijk ontwikkelen intelligente beschavingen zich dusdanig dat ze, van alle gemakken voorzien, nooit meer de behoefte zullen hebben om de ruimte te koloniseren. Hoogstaande virtual reality, mind-upload in een collectief brein of technieken die we nu nog niet kunnen verzinnen zouden de behoefte om de saaie ruimte te doorzoeken ruimschoots overschaduwen.[1]

### Contact leggen is gevaarlijk
- Ongediertebestrijding: Er is in het universum iets of iemand aanwezig die intelligent leven opspoort en vervolgens uitroeit als 'ongedierte' of om uit voorzorg vroegtijdig concurrentie uit te schakelen. Alle beschavingen die eventueel in het verleden contact hadden kunnen leggen met de aarde zijn hier aan ten prooi gevallen. Om de een of andere reden is de aarde nog niet opgespoord en is daarom tot op heden nog niet 'gesteriliseerd' of is de mensheid nog niet ver genoeg in haar ontwikkeling om de moeite waard te zijn om te worden uitgeroeid.[1]
- Miscommunicatie vermijden: Contact leggen is niet zonder risico. Wanneer twee beschavingen totaal niet op elkaar lijken, zelfs niet in emotie, dan ligt het risico van miscommunicatie op de loer. Een vriendelijk verzoek tot communicatie kan zomaar opgevat worden als een oorlogsverklaring. We spreken elkaars taal niet en kennen elkaars symbolen niet. Daar komt nog bij dat communicatie over lichtjaren zeer traag gaat en al die tijd weet niemand van elkaar wat hun bedoelingen zijn.[3]
- Donkere bos-hypothese: Intelligente beschavingen zouden zich door elkaar bedreigd kunnen voelen. Ze weten niet of andere beschavingen hen zullen aanvallen of willen overheersen en om die reden vallen ze altijd als eerste aan zodra een beschaving ontdekt wordt. Hierdoor staat het overleven van elke beschaving op het spel. De beschavingen die nog over zijn zoeken dus actief naar intelligent leven en zodra ze het ontdekken voeren ze een verrassingsaanval uit nog voordat de ander kan terugschieten. Een ander vernietigen is mogelijk een veiliger strategie dan contact maken met alle risico's van dien. Wellicht zijn er wel vredelievende beschavingen geweest die contact met anderen hebben gelegd maar wanneer slechts een klein deel van deze beschavingen agressief was hebben de agressieven de overhand gekregen. Zodra de Aarde ontdekt wordt zal deze ook aangevallen worden.[3]

### Intelligent leven wordt al snel "bovenmenselijk"
- Intelligente wezens groeien uit tot goden: De mens is een fase in de ontwikkeling van intelligent leven, die daarna automatisch overgaat in een intelligent wezen met de mogelijkheden van wat wij engelen of goden zouden noemen. Net zoals mensen geen behoefte hebben om te communiceren met bijvoorbeeld mieren en het voor mieren ook niet mogelijk is om mensen te begrijpen, zo zullen buitenaardse wezens met extreme intelligentie ook geen moeite doen om contact met ons te leggen. We kunnen dus alleen andere wezens van een gelijk ontwikkelingsniveau ontmoeten. Maar dit stuit op technische problemen van codering van informatie en van energie om de immense afstanden te overbruggen. De kans op een sonde, ruimtevaartuig of overdracht is te gering. We hadden dus alleen contact kunnen leggen wanneer een beschaving min of meer tegelijk met ons relatief dichtbij was ontstaan.
- Onherkenbaarheid: Intelligent leven groeit binnen een kort tijdsbestek uit tot een technologische singulariteit en is daarna onherkenbaar voor ons. Wellicht communiceren deze wezens telepathisch en reizen met een onbeperkte snelheid door het heelal met speciale ijl-stoffelijke lichamen.
- Andere dimensies: Ander intelligent leven begeeft zich in andere dimensies. De snaartheorie gaat ervan uit dat op zeer kleine schaal de ruimte niet vier-, maar tien-, of zelfs elfdimensionaal is. De zes 'extra' dimensies zijn 'opgerold', en daardoor niet waarneembaar.

### Buitenaardse beschavingen willen (nog) geen contact
- Contact vermijden: Intelligent leven vermijdt uit eigen beweging elk contact met elkaar. Om onbekende redenen of wellicht uit angst voor besmetting met het een of ander. Een bekende uitspraak hierover van het strippersonage Casper (uit de stripreeks Casper en Hobbes van Bill Watterson) luidt als hij naar een hoop afval in de natuur kijkt: "Soms denk ik dat het beste bewijs is dat er intelligent leven elders in het heelal is, dat geen ervan heeft geprobeerd om contact met ons op te nemen." (Origineel: "Sometimes I think the surest sign that intelligent life exists elsewhere in the universe is that none of it has tried to contact us.")[4]
- Dierentuinhypothese: Deze stelt dat er superintelligent buitenaards leven bestaat dat ervoor kiest om geen contact met het leven op aarde op te nemen om ons ongemerkt te bestuderen of om de menselijk beschaving zo de kans te geven om zich in lijn met zijn eigen natuurlijke evolutie te ontwikkelen.[5] Deze ideeën zijn misschien wel het meest aannemelijk als er een relatief universele culturele of juridische entiteit zou bestaan die zijn wil aan een veelheid aan buitenaardse beschavingen op kan leggen. In een universum zonder hegemoniale macht zouden sommige willekeurige beschavingen met onafhankelijke doelstellingen het naar alle waarschijnlijkheid in hun belang vinden om contact te maken. Dit maakt een met beschaafd leven gevuld universum, waar echter duidelijk omschreven en effectief afdwingbare regels gelden, plausibeler. Deze theorie kan instorten onder een foutieve uniformiteit van motief aanname: er is niet meer nodig dan dat een enkele cultuur of beschaving binnen ons detectiebereik besluit om zich niet aan de dwingende voorschriften te houden. De waarschijnlijkheid van een dergelijke overtreding neemt toe met het aantal beschavingen. Misschien is een voldoende technologisch en sociaal geavanceerde beschaving echter in staat om de handhaving van regels effectiever af te dwingen dan de huidige mensheid gewoon is. T.W. Hair[6] heeft een Monte Carlo-analyse uitgevoerd op de tijdspannes die tussen het verschijnen van de verschillende beschavingen in de Melkweg liggen, dit op basis van gemeenschappelijke astrobiologische aannames die suggereren dat aangezien de eerste beschaving zo'n indrukwekkende voorsprong op later ontstane beschavingen zou hebben, zij in de gelegenheid was om de dierentuinhypothese als een galactische/universele norm op te leggen en de resulterende "paradox" door een cultureel stichtereffect, met of zonder de voortdurende activiteit van de eerste stichtende beschaving.

### Er is al contact (geweest)
- Contact in het verleden: Intelligente buitenaardsen hadden in het (verre) verleden contact met ons maar nu (waarschijnlijk) niet meer. Deze contacten waren zo indrukwekkend voor de toenmalige mensen dat ze hen als goden beschouwden en veel mythen en godsdiensten zijn hierop terug te voeren. Wellicht hebben deze 'goden' de vroege mens ook op het spoor van de beschaving gezet en/of hen daarmee geholpen als 'leraren'. Controversiële theorieën, bijvoorbeeld van Erich von Däniken gaan over dit idee. Zie ook piramidologie en paleocontacthypothese.
- Ze zijn er al maar onzichtbaar: Buitenaardse intelligentie is allang gearriveerd op Aarde maar om voor ons onbekende redenen kiest het ervoor zich niet openbaar te vertonen. Hun extreem geavanceerde technologie, die het mogelijk maakt om ons te bereiken, maakt het voor hen ook mogelijk om zich onzichtbaar voor ons over de Aarde te bewegen. Een collega van Fermi, de Hongaar Leó Szilárd, maakte hierover de "grap" dat aliens hier inderdaad al zijn en dat de mens ze kent als Hongaren.
- Geheim contact: Ook hier zijn vele theorieën over. Zo zouden bepaalde regeringen, personen of organisaties al contact hebben met buitenaardse beschavingen maar dit houden ze voor de rest van de mensheid geheim.

## De simulatiehypothese
Een aanverwant, op het eerste gezicht vergezocht, idee is dat het door de mensheid waargenomen heelal deel uitmaakt van een gesimuleerde werkelijkheid analoog aan de schijnwereld zoals getoond in de film The Matrix (1999). Een technologisch zeer hoog ontwikkelde beschaving zou een realistische simulatie kunnen draaien met daarin de Aarde en een stuk heelal dat voor de mensheid als zeer realistisch wordt ervaren. Mogelijk om vertier, als hobby, voor wetenschappelijk onderzoek, of om onze technologie te gebruiken of andere voor ons niet te vatten redenen. De filosoof Nick Bostrom heeft over deze these een verhandeling gepubliceerd.